# Agiabampo
Agiabampo es un sistema de laguna con estuario ubicada en los estados federales de Sonora y Sinaloa en México. Se encuentra en una depresión marginal costera de la zona del litoral del golfo de California, al cual se conecta mediante una zona pantanosa. En proximidades de la laguna hay un pequeño pueblo también llamado Agiabampo.

## Ubicación y características
La misma se ubica entre el borde noroeste del delta del río Fuerte y el borde suroeste del delta del río Mayo. La laguna Agiabampo posee una profundidad media de unos 5 m en el estero Bacorehuis, de unos 2 m en el estero Gitzámuri; la profundidad máxima en la boca de la laguna es de unos 13 m.

## Fauna y flora
El río/estero Bacorehuis alimenta la laguna, sobre cuya costa hay una tupida población de mangles. La laguna está habitada por peces sierra, corvinas y meros.